# Тедош (Феодосий) I
Тедош (Феодосий) I (рум. Teodosie I; ум. 1522) — господарь Валахии из династии Крайовеску (1521, 1521—1522). Сын и преемник валашского господаря Нягое I (Крайовеску) Басараба.

## Биография
В сентябре 1521 года после смерти своего отца, валашского господаря Нягое Басараба, Тедош (Феодосий) занял валашский господарский престол. В октябре 1521 года был свергнут с престола и изгнан Владом VI Драгомиром, внебрачным сыном Влада IV Монаха. В ноябре 1521 года Тедош Крайовеску смог вернуть себе столицу и господарский престол.
При Тедоше Валахия стала ареной борьбы различных боярских группировок, а фактическим правителем княжества был никопольский паша Мехмед-бей Михалоглу (дальним предком которого является Кёсе Михал), поддержавший Феодосия. Турецкие представители появились во всех валашских городах и селениях. В декабре 1522 года валашский господарь Тедош умирает от туберкулеза. 